# 竹島水族館
竹島水族館（たけしますいぞくかん）は、愛知県蒲郡市竹島町にある蒲郡市立の水族館。蒲郡市竹島水族館の設置及び管理に関する条例により設置されている施設で、正式名称は「蒲郡市竹島水族館」である。愛称は「タケスイ」。
2024年（令和6年）1月から新館の設置など大幅な改装拡大工事が行われ、4月から段階的に開業し、条例改正によって新たに追加された公共施設等運営権制度（コンセッション方式）に移行。同年10月12日にグランドオープンした。
三河湾に浮かぶ竹島の海岸側に位置しており、竹島水族館のほか竹島ファンタジー館（貝のテーマパーク）などの観光文化施設がある。

## 概要
三河湾、遠州灘の生物を中心に、熱帯地方の淡水魚、深海の生物など、500種、4,500点が飼育されている。カリフォルニアアシカによるアシカショーが行われている。2013年（平成25年）2月16日、オオグソクムシの卵を孵化させることに日本で初めて成功した。
建物は1962年（昭和37年）の鉄筋コンクリート造地上2階建てで、床面積1,954m2のうち1,079m2が水族館使用部分に当てられた。
入館者は、1991年（平成3年）度に最高記録29万人を達成して以降は減少を続け、2005年（平成17年）度は12万人まで落ち込み、廃館も検討された。
飼育重視から規模の小ささを逆手に取った、アットホームな運営に路線変更したことで入館者が増加した。経営戦略の変更のきっかけは、2011年（平成23年）に行われたリニューアルであり、水族館プロデューサーの中村元の提案を受け、新設されたタッチプールにタカアシガニを導入したほか、職員の発案でカピバラの飼育を開始するなどした。
その結果、2015年（平成27年）度には入館者数が初めて30万人の大台を突破した。2018年（平成30年）度はタケスイ史上最高の47万5千人を達成した。
2023年（令和5年）の条例改正で公共施設等運営権制度の規定が追加された。
2024年（令和6年）1月から新館の設置など改装拡大工事が行われ、4月から段階的に開業する。展示スペースは2倍近くに拡張され、深海生物の展示は日本国内で有数の規模になる。公共施設等運営権制度のもと、2024年度から2037年度の運営権者として竹島開発を代表とし鈴中工業と一般社団法人竹島社中が加わる企業グループが選定された（従来の指定管理者の一般社団法人竹島社中が運営実務に当たる）。

## 施設内容
- 熱帯淡水魚コーナー
- 三河湾に住む魚
- 遠州灘沿岸に住む魚
- 温帯・熱帯に住む大型海水魚
- 深海の冷海水域に住む生物
- 温帯から熱帯に住む生物
- サンゴ礁に住む魚
- カメプール
- 標本室
- アシカプール
- さわりんプール
- たけすいの小窓 など

## ギャラリー

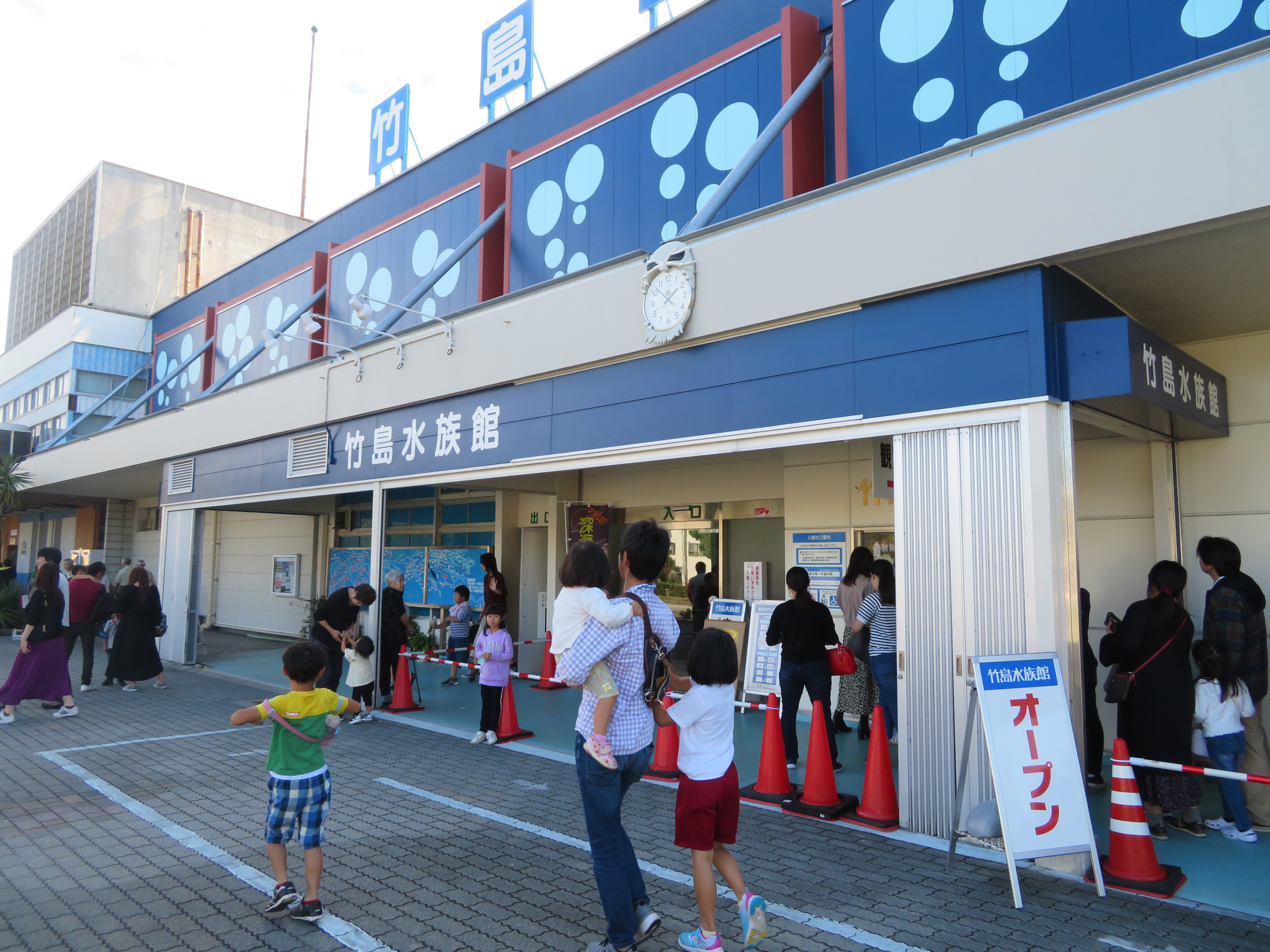
入口
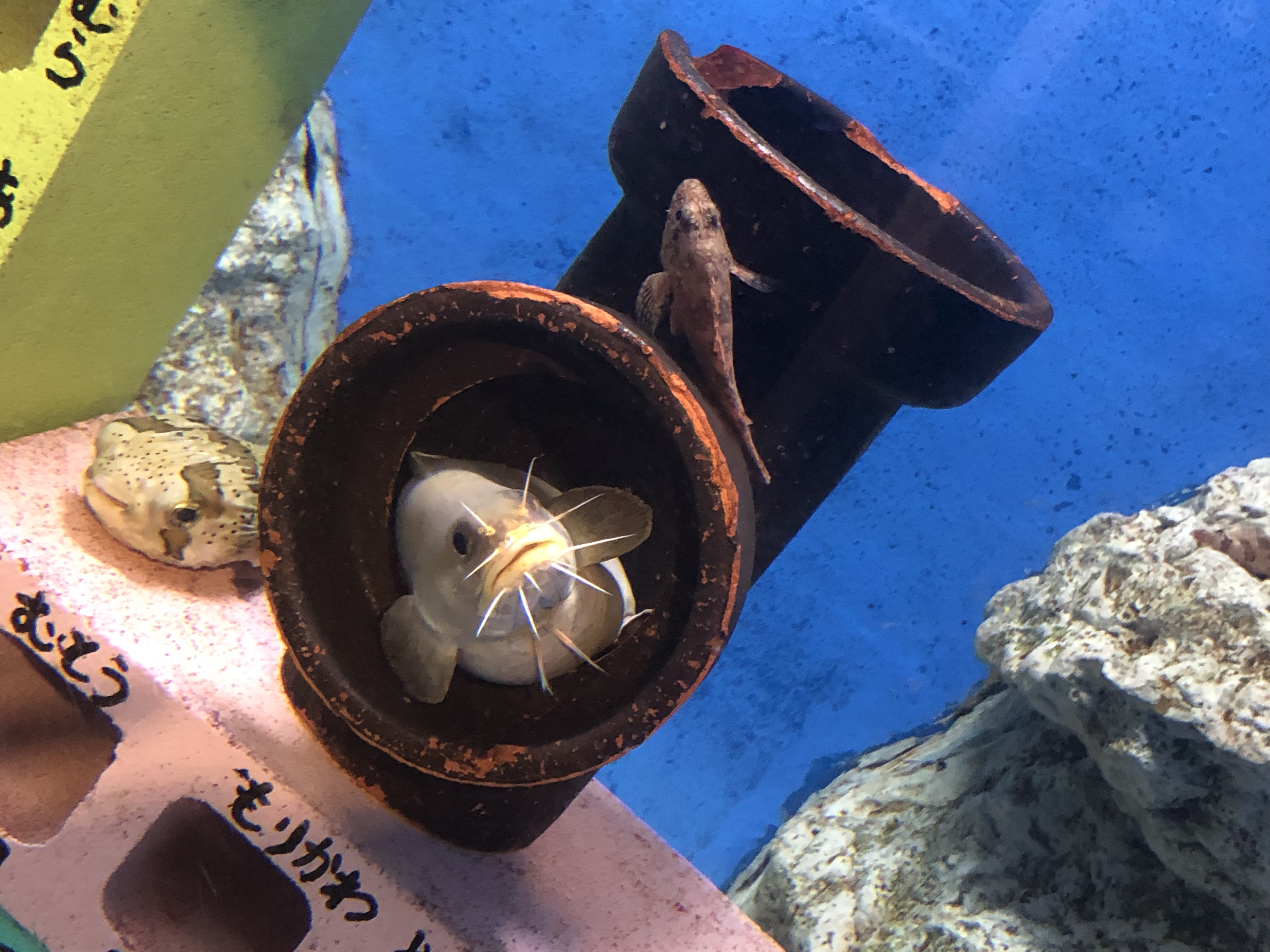
未詳
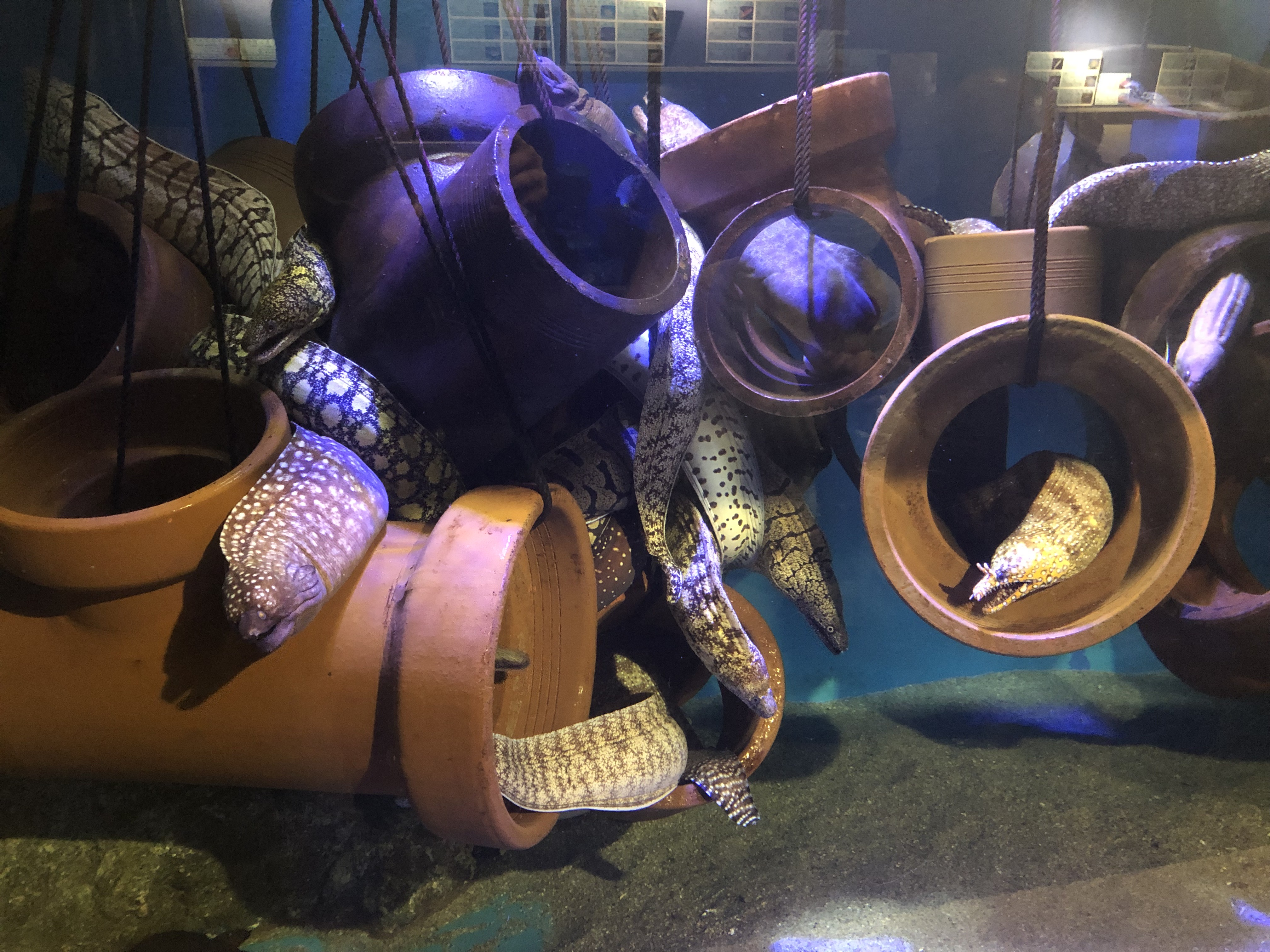
ウツボ
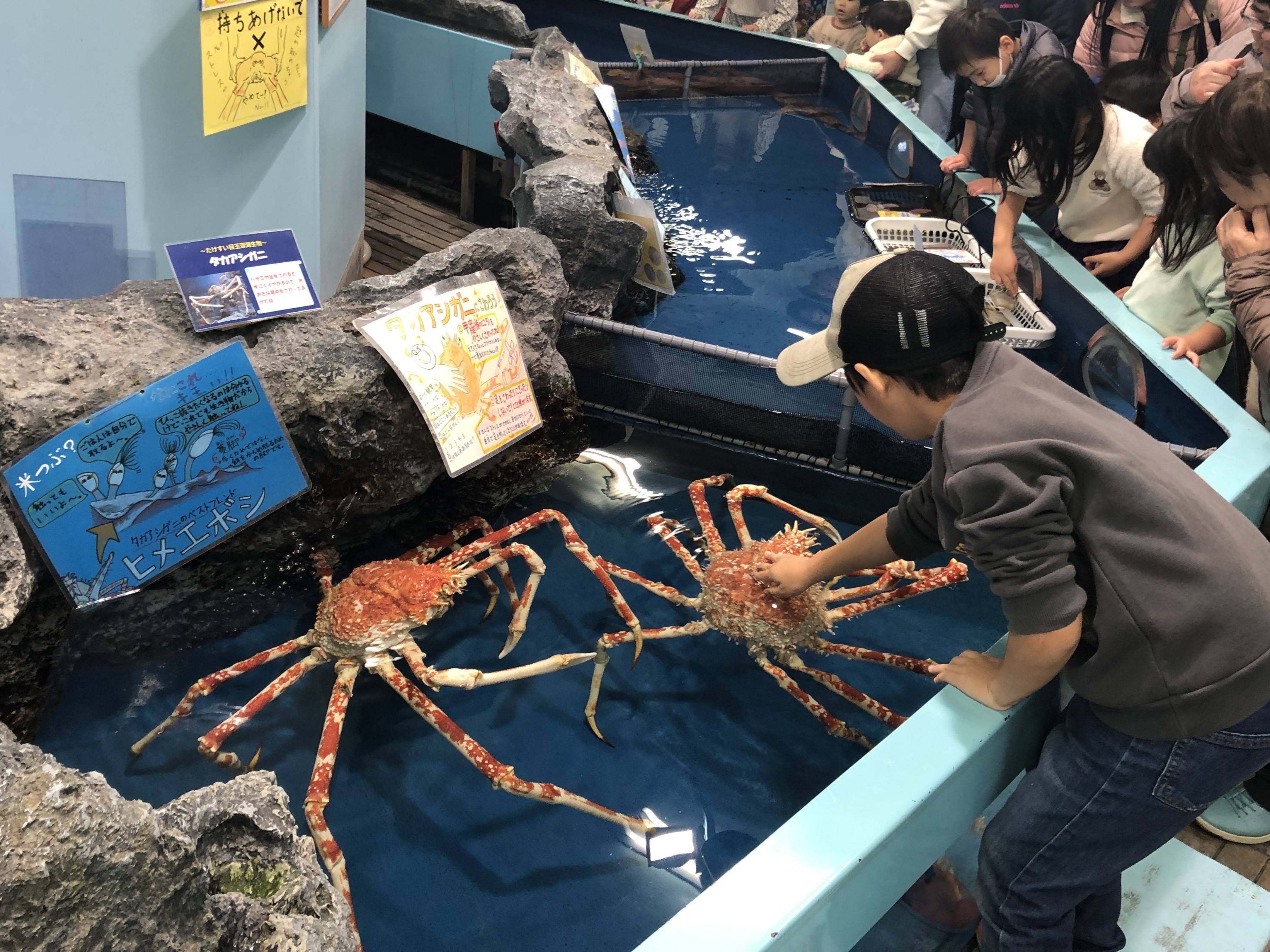
タカアシガニ

## 沿革
- 1954年（昭和29年） - 水族館計画が立案される。
- 1956年（昭和31年）7月8日 - 竹島園地に開館[13][14]。
- 1959年（昭和34年）9月 - 伊勢湾台風により半壊[13]。
- 1962年（昭和37年）11月10日 - 現在地に移転新設[14]。
- 2009年（平成21年）4月 - 指定管理者制度により蒲郡市都市施設管理協会が運営を開始。
- 2011年（平成23年）3月 - 館内リニューアルオープン。
- 2018年（平成30年）1月 - 耐震工事完了、再リニューアルオープン。
- 2024年（令和6年）10月 - 新館などの改装が完了、リニューアル後のグランドオープン[7]。

## 利用情報
- 開館時間：午前9時から午後5時（入館は午後4時30分まで）
- 入館料
  - 通常入館料：大人1,200円、4歳児 - 中学生500円。
  - 蒲郡市民については蒲郡市民入館料が設定されており、大人500円、4歳児 - 中学生200円（証明の提示が必要）
- 年間パスポート
  - 通常年間パスポート：大人3,000円、小・中学生1,250円
  - 蒲郡市民については蒲郡市民年間パスポートがあり、大人1,250円、4歳児 - 中学生500円（証明の提示が必要）
- 駐車場：無料駐車場240台、有料駐車場あり（ともに他施設と共用、潮干狩り期間等は別途）

## 交通アクセス

### 公共交通機関
- JR東海道本線・名鉄蒲郡線 蒲郡駅より徒歩で約15分。
- 名鉄バス「竹島遊園」バス停下車、徒歩で約3分。

### 自動車
- 東名高速道路・音羽蒲郡ICより約15分、音羽蒲郡道路（三河湾オレンジロード）経由。
- 国道23号・竹島入口交差点より約500m。

## 映画・小説
- 「ネバー・ギブアップ!～竹島水族館ものがたり～」 - 竹島水族館の経営状態のV字回復物語が、東海テレビの開局65周年記念番組としてドラマ化され、2023年1月3日に放送された。主演は田中俊介[15]。

## テレビ番組
- 日経スペシャル カンブリア宮殿 廃館危機から大逆転 弱小水族館のサバイバル術！（2024年8月15日、テレビ東京）- 出演：蒲郡市竹島水族館 館長 小林龍二[16]。

## 書籍

### 関連書籍
- 『竹島水族館の本』（著者:蒲郡市竹島水族館）（2016年12月1日、風媒社）ISBN 9784833101691
- 『へんなおさかな 竹島水族館の「魚歴書」』（編者:竹島水族館スタッフ、監修:小林龍二）（2018年3月1日、あさ出版）ISBN 9784866670423
- 『驚愕！竹島水族館ドタバタ復活記 水の泡とは消えたくない！』（著者:小林龍二）（2020年7月7日、風媒社）ISBN 9784833115599